# Prachovice (Dašice)
Prachovice je malá vesnice, část města Dašice v okrese Pardubice. Nachází se asi 2 km na východ od Dašic. V roce 2011 zde bylo evidováno 46 adres. K 1.1.2001 zde trvale žilo 71 obyvatel.
Prachovice leží v katastrálním území Prachovice u Dašic o rozloze 3,11 km2.
Narodil se zde Jan Hrdý (1838–1896), český učitel a spisovatel.